# Muslim ibn al-Hajjaj
Muslim ibn al-Hajjaj (født efter 815 i Nishapur i Abbasideprovinsen Khorasan, død i maj 875), også kendt som Imam Muslim, var en persisk eller arabisk islamisk lærd, der udgav en af de vigtigste sunnitiske hadith-samlinger. Samlingen er kendt som Sahih Muslim og er inddelt i 43 bøger.
Muslim foretog i løbet af sit liv lange rejser, hvor han samlede og sorterede fortællinger om Muhammeds liv, som han til sidst udgav i sit værk al-Sahih ("Den sande") med en omhyggelig angivelse af, hvorfra de var overleveret, og forskellige varianter. Sammen med Muhammad al-Bukharis samling Sahih Bukhari opfattes Sahih Muslim af sunnimuslimer som den mest troværdige og autoritative hadith-samling. Al-Hajjaj og al-Bukhari omtales samlet som "De to troværdige" (al-sahihan).
Hadith-samlingerne er opdelt i temaer og uddyber Koranens tekster. Muslimer kan dermed finde svar på konkrete problemstillinger i samlingerne.